# Ace Combat 6: Fires of Liberation
Az Ace Combat 6:Fires of Liberation (エースコンバット6 解放への戦火; Hepburn: Ēsu Konbatto Shikkusu Kaihō e no Senka, ’Észu Konbatto Sikkusu Káiho e n Senka’) egy játék, amit a Bandai Namco adott ki kizárólag Xbox 360 Exclusive-ra az Ace Combat sorozat részeként. Észak-Amerikában 2007. október 3-án, Japánban november 1-jén, Európában november 23-án Ausztráliában december 13-án jelent meg.

## Játékmenet
Mint a többi részben, a játékosnak egy vadász- vagy más repülőgépet kell vezetnie, hogy megsemmisítsen nagy mennyiségű ellenséget. A játékot megkönnyítik a légiirányító tornyok és a nagy mennyiségű lövedék, rakéta és más fegyverek, amit fel lehet használni az óriás mennyiségű ellenséges erők ellen. A rakétákon és a Vulcan ágyún felül a játékos speciális fegyvereket állíthat be, mint például a Hőérzékelő-rakéta vagy bombák. A játékos sok ellenséget ki tud jelölni és a különböző osztagok is segítik azzal, hogy a játékos végrehajtsa azt a parancsot, amit legutóbb kiadott.
A játék többjátékos módjában 4 módot tartalmaz: Battle Royale, Siege Battle, Team Battle, és Co-Op Battle. A Battle Royal mód alapvetően egy Deathmatch játék, amiben 16 játékosnak kell leölnie egymást, hogy pontokat szerezzenek, a meghatározott határidőn belül. A Team Battle alapvetően Team Deathmatch mód, ahol a játékosok attól függően kapnak pontokat, amilyen típusú repülőgépet lőttek le. A játék többjátékos egyedi módja a Siege Battle mód, amiben 2 csapat van: támadók és védők. A támadó csapat megpróbálja elpusztítani (az általában légvédelmi ágyúval védett) célpontot a határidőn belül. A védő csapat megpróbálja visszaszorítani a támadó csapat támadását. A Co-op battle 2 egyjátékos küldetésből áll mesterséges intelligencia nélkül és 3 másik játékos is csatlakozhat.

## Szereplők
Voychek ezredes – egy tiszt az Estevakian légi erőben egykori Ász pilóta jelenleg hírszerző tiszt lett Gracemeriában
Ilya Pasternak parancsnok – Újonnan kijelölt Ász vezető, akinek a feladata, hogy elpusztítsa az Emeriai Garuda csapatot a Stringon Század felelőseként
Melissa Herman – Egy civil és van egy lánya, aki azt hiszi, hogy meghalt Gracemeria első támadásában, most küzdenek, hogy túléljék a háborút
Louis McKnight őrmester – Egy harcjármű tiszt az Emeriai hadseregben az ellenséges vonalak mögött harcol tankjával.
Shamrock/Garuda 2 – A játékos csapattársa a játékban.
Talisman/Garuda 1 – A játékos őt irányítja a játékban.
AWACS/"Ghost eye" – Ez a neve a annak a repülőgépnek, ami segíti és megadja a feladatokat a játékosnak.

## Történet
Az Ace Combat 6 az Emeriai köztársaság és az Estevakiai köztársaság közti háborúban játszódik az Aneani kontinensen Észak-Yuktobánia közelében. Az invázió Emeria fővárosával Gracemeriában, az Estevákiai Légierő 2015. augusztus 20-án támadásával kezdődik. A játékos egy Emeriai pilótát vezet és egy század vezetője akit Talismannek hívnak. A játékos csapattársát Shamrock-nak hívják, aki Talisman mellett fog harcolni a játék alatt. Mindketten a Garuda csapatban vannak az Emeriai Légierő 28. vadászszázadában.
A játék elkezdődött Gracemeria támadásával, ebben a pillanatban Melissa Herman nézi, hogy a lánya egy iskolai busszal szabadtéri kirándulásra megy. Amikor a busz a Királyok hídján van, akkor egy ellenséges repülő lelövi a hidat. Az emeriai pilóták felszállnak, hogy felszabadítsák a várost, ekkor találkozik a játékos Shamrockkal.
Az emeriai légierő és a haditengerészet megpróbálja visszaverni az első hullámot, már az estevakiai légierő sok embert veszítettek, de ekkor ballisztikus rakétákat lőnek ki a P-1112 Aigaion-ról. Az estevákiai légierő ász pilótái a Strigon század meg érkezett erősítésnek. Az emeriai légvédelem evakuálást rendelt el. A pilótáknak szóltak, hogy a hadsereg összeszervezi a csapatokat Khesed szigeten, ami még Emeria uralma alatt van.
A következő pár küldetésben a Garuda csapatnak szárazföldi célpontokat kell megsemmisítenie, hogy tovább tudjon lépni. A P-1112 Aigion még mindig segíti az estevakiai légierőt a Stringon század védelmével. A Garuda csapat feladata, hogy elpusztítsa. De vannak mellette kisebb gépek, amelyek a Hatalmas gépet védik. A következő küldetésben az emeriai hadsereg és légierő megpróbálja elfoglalni e Moloch sivatagok amit nagyon védenek. Amikor a harcnak vége van, "Ghost Eye" észreveszi, hogy csapatok menekülnek el, a Garuda csapatot utána küldi, hogy kilője őket. Megtudja, hogy az a Strigon század azt ekkor visszavonja, de Shamrock elutasítja és szembeszáll velük. "Ghost Eye" megpróbálja lebeszélni, de Shamrock elvágja a kommunikációs kábelt, és megszakad vele a kapcsolat. Az estevakiai hadsereg biológiai fegyvereket akar bevetni, de a Garuda csapat ezt megakadályozza. Ezután az emeriai hadsereg meg kezdheti Gracemerria felszabadítását.
A csata elkezdődött Gracemerriáért. Ekkor Ilya Pasternak lett a Strigon század új vezetője. Amikor már mindenki azt hitte, hogy vége, megjelenik a Strigon század. Egy új nem létező gépet (a CFA-44-et) a Garuda csapatnak le kell lőnie. A harcnak vége van. A Garuda csapat és a többi pilóta egy éjszakai égi járőrözésre jelentkezik a főváros ünnepsége alatt. Amikor vége a járőrözésnek, Shamrock elmondja, hogy a családja meghalt a háború alatt. Ekkor "Ghost Eye" ismeretlen repülőgépeket lát, ellenőrzi és megtudja, hogy azok ballisztikus rakéták. Az összes járőrt arra utasítják, hogy lőjék ki a rakétákat. "Ghost Eye" megtudja, hogy a rakétákat egy ismeretlen estevákiai fegyverből lőtték ki, a Chandelier-ből.
Az utolsó küldetésben az emeriai légierő bevonul az estevákiai légtérbe és megpróbálja elpusztítani a Chandelier-t, ami egy hatalmas ágyú, és ballisztikus rakétákat lő ki Gracemeriára. Az a feladat, hogy elpusztítsák a védelmet. De a Strigon század maradék emberei is védik. Amikor kilőttek mindent, a fegyver nem robbant fel. Shamrock információt kér "Ghost Eye"-től, hogy mi az utolsó gyenge pontja. Shamrock berepül az ágyú belsejébe, hogy megsemmisítse, miközben lövik a gépét és lezuhan. Ekkor "Ghost Eye" közli, hogy Talismannek kell berepülnie. Talisman be is repül és megsemmisíti a célpontot. Voychek ezredes feladja a harcot, és véget vet a háborúnak. Békés jövőt ígér mindkét országnak. Shamrock túlélte a zuhanást de tolószékbe kényszerül.
A játéknak vége.

## Fogadtatás
A játékból a megjelenésének évében 89 463 dobozos példányt adtak el Japánban, ezzel az év második legkelendőbb Xbox 360-játéka volt.